# Bisbat de Culiacán
El bisbat de Culiacán (castellà: Diócesis de Culiacán, llatí: Dioecesis Culiacanensis) és una seu de l'Església Catòlica a Mèxic, sufragània de l'arquebisbat d'Hermosillo, i que pertany a la regió eclesiàstica Noroeste. L'any 2013 tenia 1.843.920 batejats sobre una població de 2.149.479 habitants. Actualment està regida pel bisbe Jonás Guerrero Corona.

## Territori
La diòcesi comprèn els següents municipis de l'estat mexicà de Sinaloa: Ahome, Angostura, Badiraguato, Choix, Culiacán, El Fuerte, Guasave, Mocosito, Novoalto, Salvador Alvarado i Sinaloa.
La seu episcopal és la ciutat de Culiacán, on es troba la catedral de Mare de Déu del Roser.
El territori s'estén sobre 37.800  km², i està dividit en 85 parròquies.

## Història
La diòcesi de Sinaloa va ser erigida el 24 de maig de 1883, prenent el territori del bisbat de Sonora (avui arquebisbat d'Hermosillo). Originàriament era sufragània de l'arquebisbat de Durango.
El 22 de novembre de 1958 cedí una porció del seu territori a benefici de l'erecció del bisbat de Mazatlán.
El 16 de febrer de 1959 assumí el nom actual, i el 25 de novembre de 2006 passà a formar part de la província eclesiàstica d'Hermosillo.

## Cronologia episcopal
- José de Jesús María Uriarte y Pérez † (15 de març de 1883 - 26 de maig de 1887 mort)
- José María de Jesús Portugal y Serratos, O.F.M. † (28 d'octubre de 1888 - 28 de novembre de 1898 nomenat bisbe de Saltillo)
- José Homobono Anaya y Gutiérrez † (28 de novembre de 1898 - 24 d'agost de 1902 nomenat bisbe de Chilapa)
- Francisco Uranga y Sáenz † (25 de juny de 1903 - 13 de novembre de 1919 nomenat bisbe auxiliar de Guadalajara)
- Silviano Carrillo y Cardenas † (30 de juliol de 1920 - 10 de setembre de 1921 mort)
- Agustín Aguirre y Ramos † (24 de juliol de 1922 - 1942 mort)
- Lino Aguirre Garcia † (22 de gener de 1944 - 20 d'agost de 1969 jubilat)
- Luis Rojas Mena † (20 d'agost de 1969 - 4 d'octubre de 1993 renuncià)
- Benjamín Jiménez Hernández (4 d'octubre de 1993 - 18 de març de 2011 renuncià)
- Jonás Guerrero Corona, des del 18 de març de 2011

## Estadístiques
A finals del 2013, la diòcesi tenia 1.843.920 batejats sobre una població de 2.149.479 persones, equivalent al 85,8% del total.
| any  | població  | població  | població | sacerdots | sacerdots       | sacerdots       | sacerdots             | diaques | religiosos | religiosos | parròquies |
| ---- | --------- | --------- | -------- | --------- | --------------- | --------------- | --------------------- | ------- | ---------- | ---------- | ---------- |
| any  | batejats  | total     | %        | total     | clergat secular | clergat regular | batejats por sacerdot | diaques | homes      | dones      |            |
| 1950 | 544,500   | ?         | ?        | 48        | 45              | 3               | 11.343                |         | 3          | 184        | 25         |
| 1965 | 584.769   | 601.725   | 97,2     | 57        | 25              | 32              | 10.259                |         | 3          | 296        | 88         |
| 1970 | 902.995   | 933.811   | 96,7     | 107       | 100             | 7               | 8.439                 |         | 11         | 312        | 35         |
| 1976 | 716.129   | 753.811   | 95,0     | 87        | 87              |                 | 8.231                 |         | 4          | 316        | 40         |
| 1980 | 825.000   | 868.000   | 95,0     | 102       | 99              | 3               | 8.088                 |         | 9          | 249        | 43         |
| 1990 | 1.497.000 | 1.613.000 | 92,8     | 113       | 110             | 3               | 13.247                |         | 9          | 368        | 77         |
| 1999 | 2.181.890 | 2.302.680 | 94,8     | 135       | 129             | 6               | 16.162                |         | 11         | 323        | 68         |
| 2000 | 2.193.400 | 2.312.000 | 94,9     | 136       | 130             | 6               | 16.127                |         | 10         | 286        | 68         |
| 2001 | 2.215.974 | 2.334.578 | 94,9     | 139       | 134             | 5               | 15.942                | 4       | 10         | 308        | 68         |
| 2002 | 2.238.368 | 2.356.972 | 95,0     | 135       | 130             | 5               | 16.580                | 4       | 10         | 296        | 68         |
| 2003 | 2.255.557 | 2.374.162 | 95,0     | 151       | 146             | 5               | 14.937                | 4       | 10         | 295        | 68         |
| 2004 | 2.273.722 | 2.392.171 | 95,0     | 154       | 149             | 5               | 14.764                | 4       | 9          | 291        | 69         |
| 2006 | 2.319.038 | 2.401.453 | 96,6     | 154       | 149             | 5               | 15.058                |         | 10         | 272        | 70         |
| 2013 | 1.843.920 | 2.149.479 | 85,8     | 178       | 175             | 3               | 10.359                | 4       | 10         | 200        | 85         |